# Тюри-Аллику
Тю́ри-А́ллику (эст. Türi-Alliku), до 1977 года — поселение А́ллику (эст. Alliku asundus) — деревня в волости Тюри уезда Ярвамаа, Эстония.

## География и описание
Расположена в верхнем течении реки Пярну, в 7 км к юго-западу от уездного центра — города Пайде. Граничит с волостным центром — городом Тюри. Высота над уровнем моря — 63 метра.
Через деревню проходит шоссе Пярну—Раквере—Сымеру.
Климат умеренный. Официальный язык — эстонский. Почтовый индекс — 72232.

## Население
По данным переписи населения 2021 года, в Тюри-Аллику насчитывалось 426 жителей, из них 413 (96,9 %) — эстонцы.
По данным переписи населения 2011 года, в деревне проживал 431 человек, из них 414 (96,1 %) — эстонцы.
Численность населения деревни Тюри-Аллику по данным переписей населения:
| Год  | 1959 | 1970  | 1979  | 1989  | 2000  | 2011  | 2021  |
| ---- | ---- | ----- | ----- | ----- | ----- | ----- | ----- |
| Чел. | 141  | ↗ 197 | ↗ 294 | ↗ 535 | ↘ 515 | ↘ 431 | ↘ 426 |

## История
В 1977 году поселение Аллику, возникшее после земельной реформы 1919 года на землях бывшей мызы Алленкюль (нем. Allenküll, Тюри-Аллику, эст. Türi-Alliku mõis), получило статус деревни и название Тюри-Аллику.
По данным Балтийского исторического лексикона топонимов, мыза Алленкюль впервые упомянута в 1429 году (Bertolt Hůnichhusen to Allenkulle, также Oldenkul), по данным эстонского историка Энна Тарвеля — в 1554 году.
В 1866 году здесь был проведён первый региональный детский праздник песни.
В конце 1950-х годов Пайдеский завод дорожных машин открыл в центре бывшей мызы Алленкюль производство электромоторов. Первая продукция была выпущена в 1961 году под маркой машиностроительного завода «Вольта», филиалом которого затем и стало это предприятие. В 1993 году оно было приватизировано акционерным обществом AS «Masi».
С 1970 года в деревне располагалась центральная усадьба колхоза «Кирна».
В 1977 году, в период кампании по укрупнению деревень, с Тюри-Аллику были объединены деревни Хундиссааре (эст. Hundissaare) и Саатре (эст. Saatre).

## Инфраструктура и экономика
По состоянию на конец 2023 года в Тюри-Аллику работали отделение Тюриского детского сада, малые предприятия AS TAC-Ettevõtted (разведение молочных пород скота, 22 работника по состоянию на 30 сентября 2023 года), Alliku Grupp OÜ (грузоперевозки по шоссе, 13 работников), Veskisilla OÜ (землекопные и грунтовые работы, 7 работников), L.L. Autoremont OÜ (ремонт моторных транспортных средств, 5 работников), гостиница и мотель (Veskisilla Hotel), ночной клуб «Garaaž», боулинг-клуб и картинговая трасса. До 1 августа 2014 года в одном здании с детсадом работала библиотека.

## Происхождение топонима
Основной эстонского названия деревни является слово allikas ~ allika — «родник», приставка Тюри- отличает её от деревни Роосна-Аллику. В отношении немецкого названия можно предположить, что первоначально им было Алакюла.

## Галерея

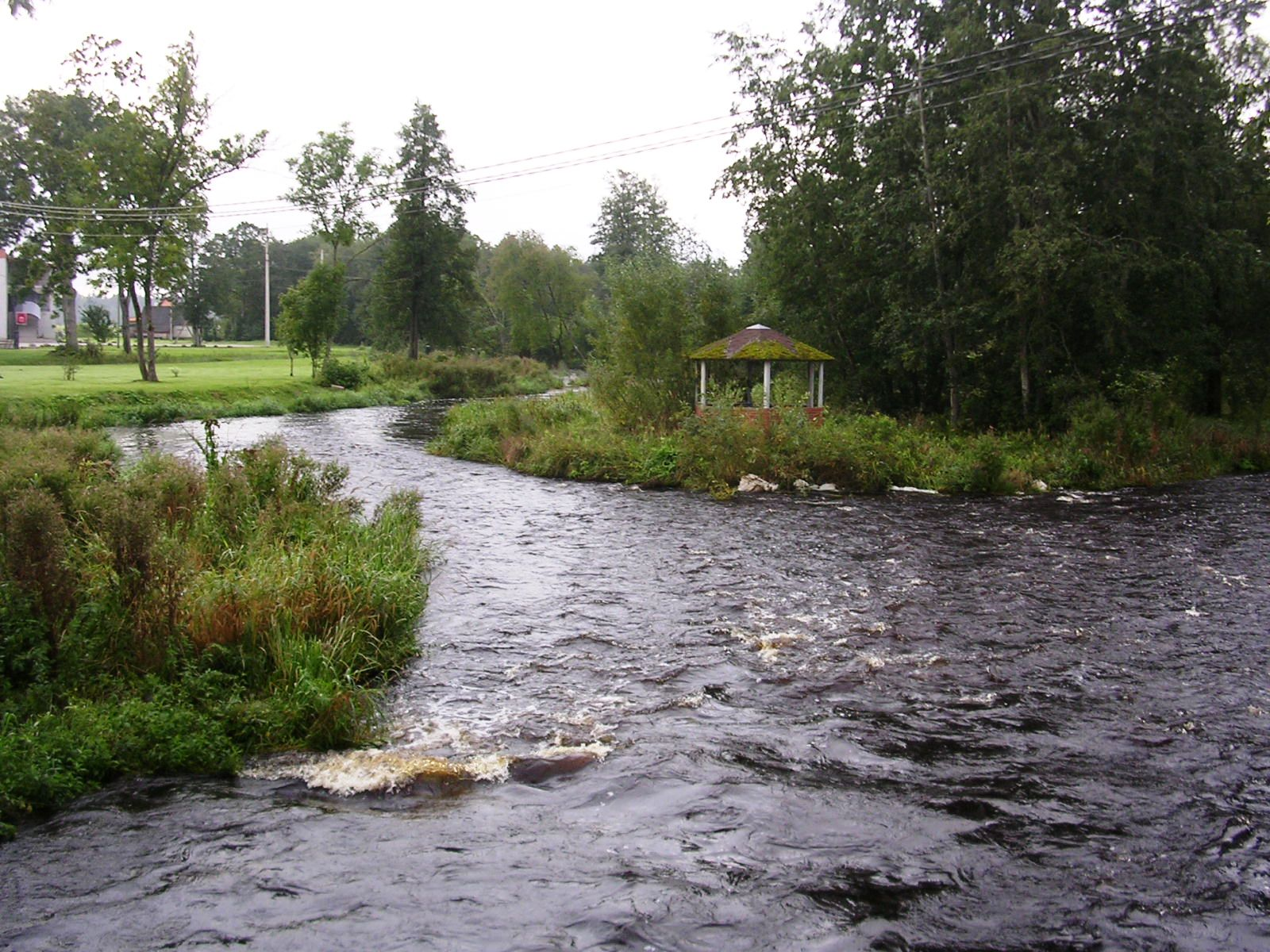
Река Пярну в деревне Тюри-Аллику
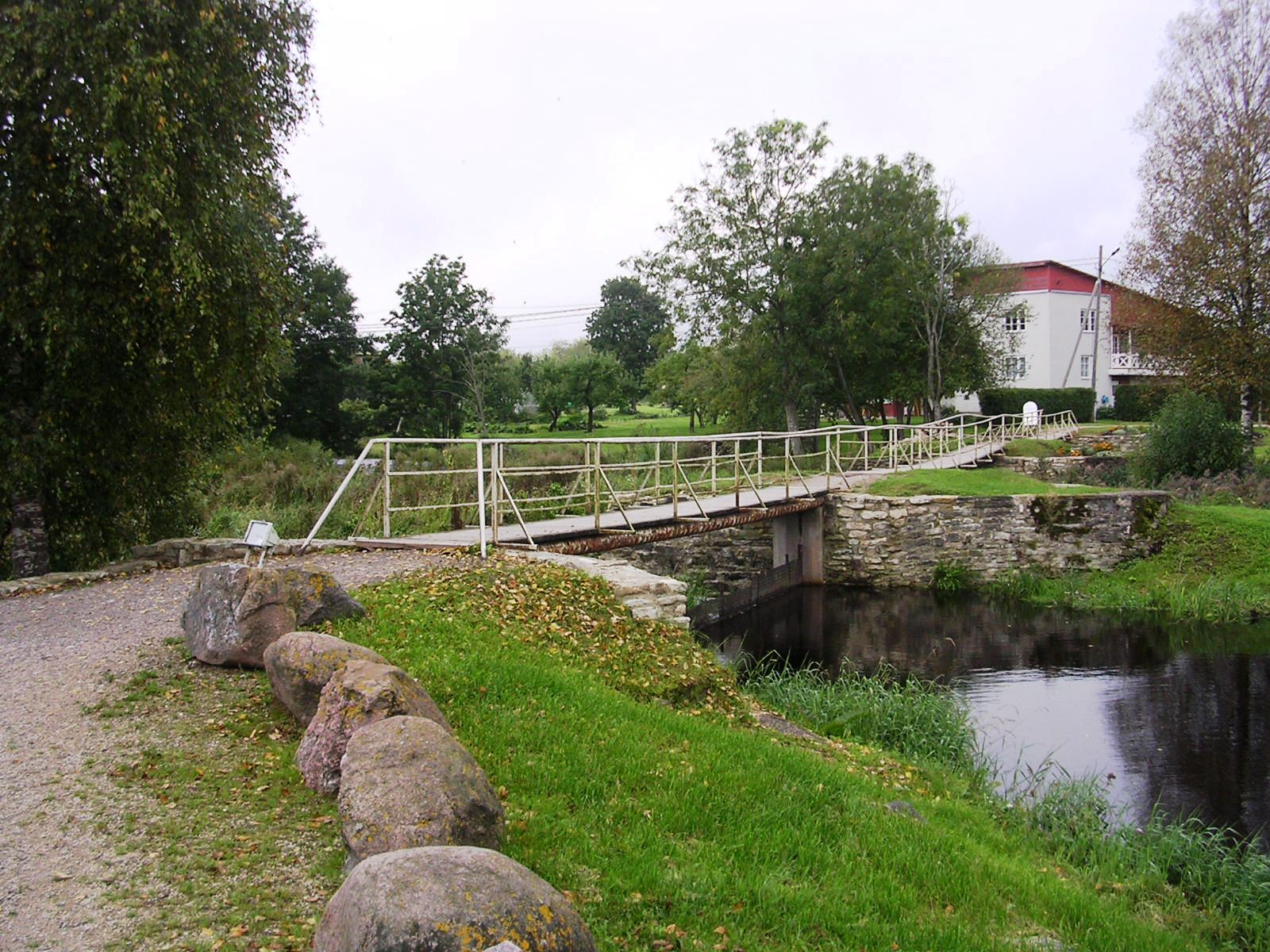
Подвесной мост
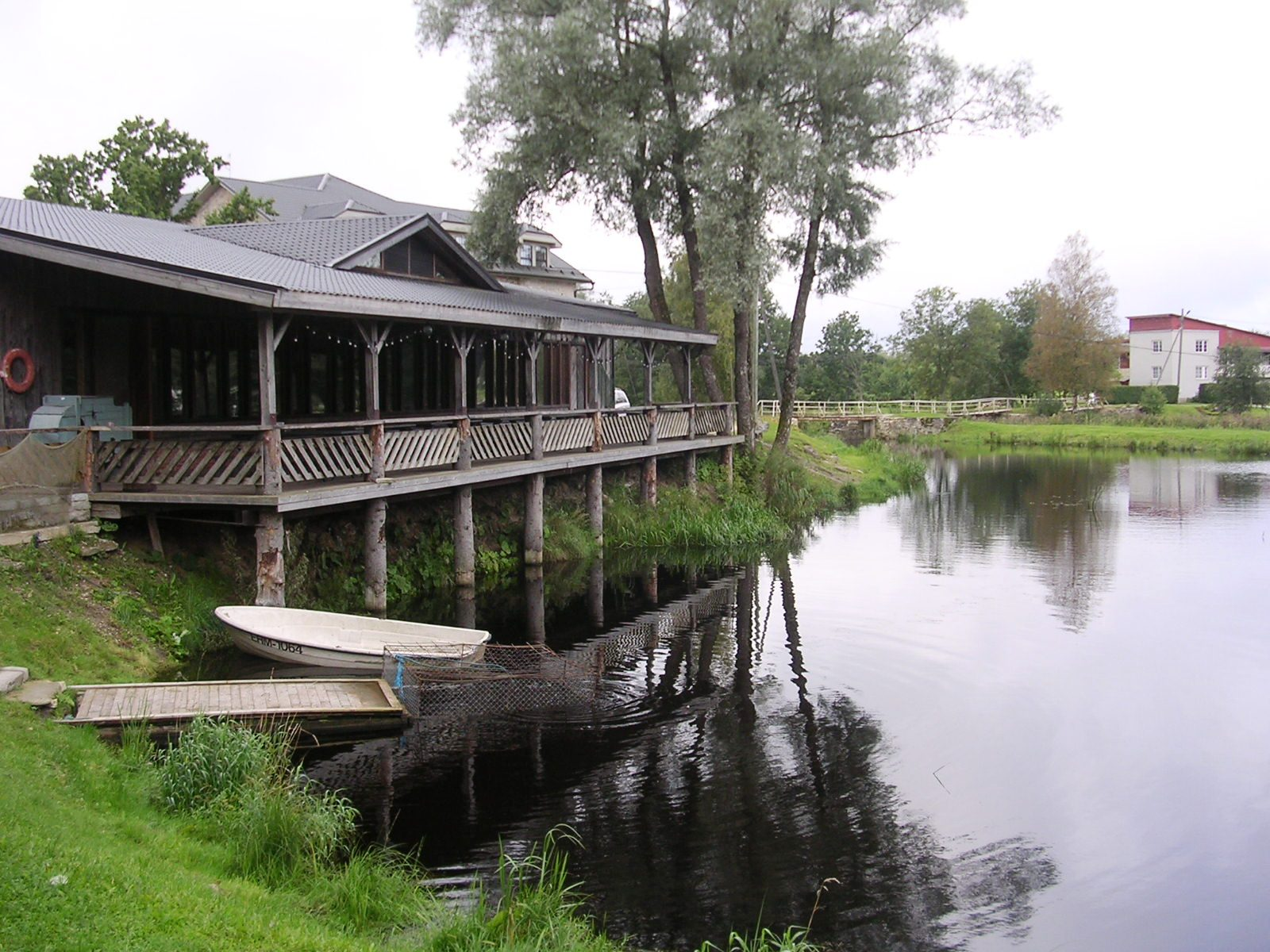
Столовая отеля «Вескисилла»
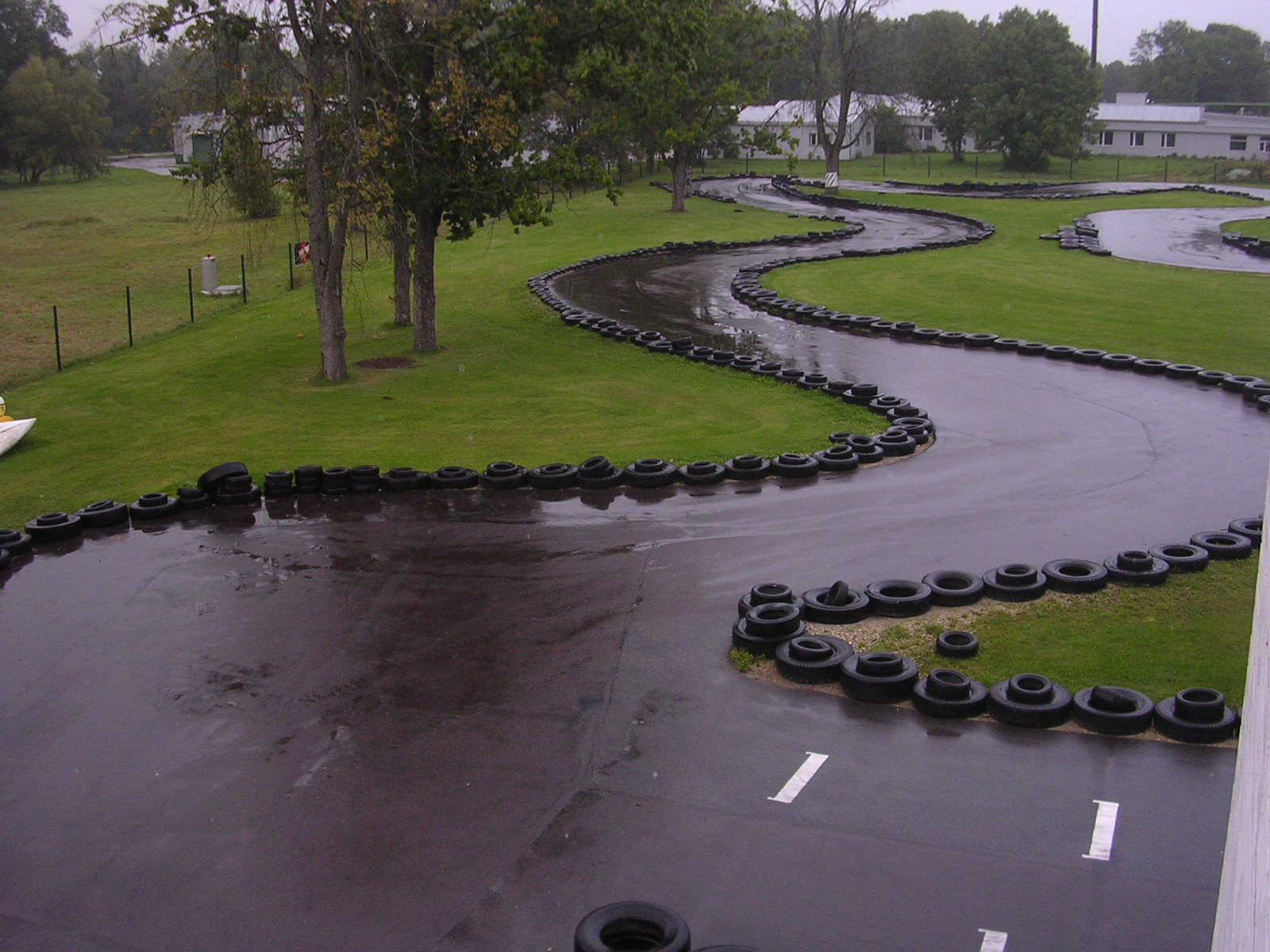
Картинговая трасса
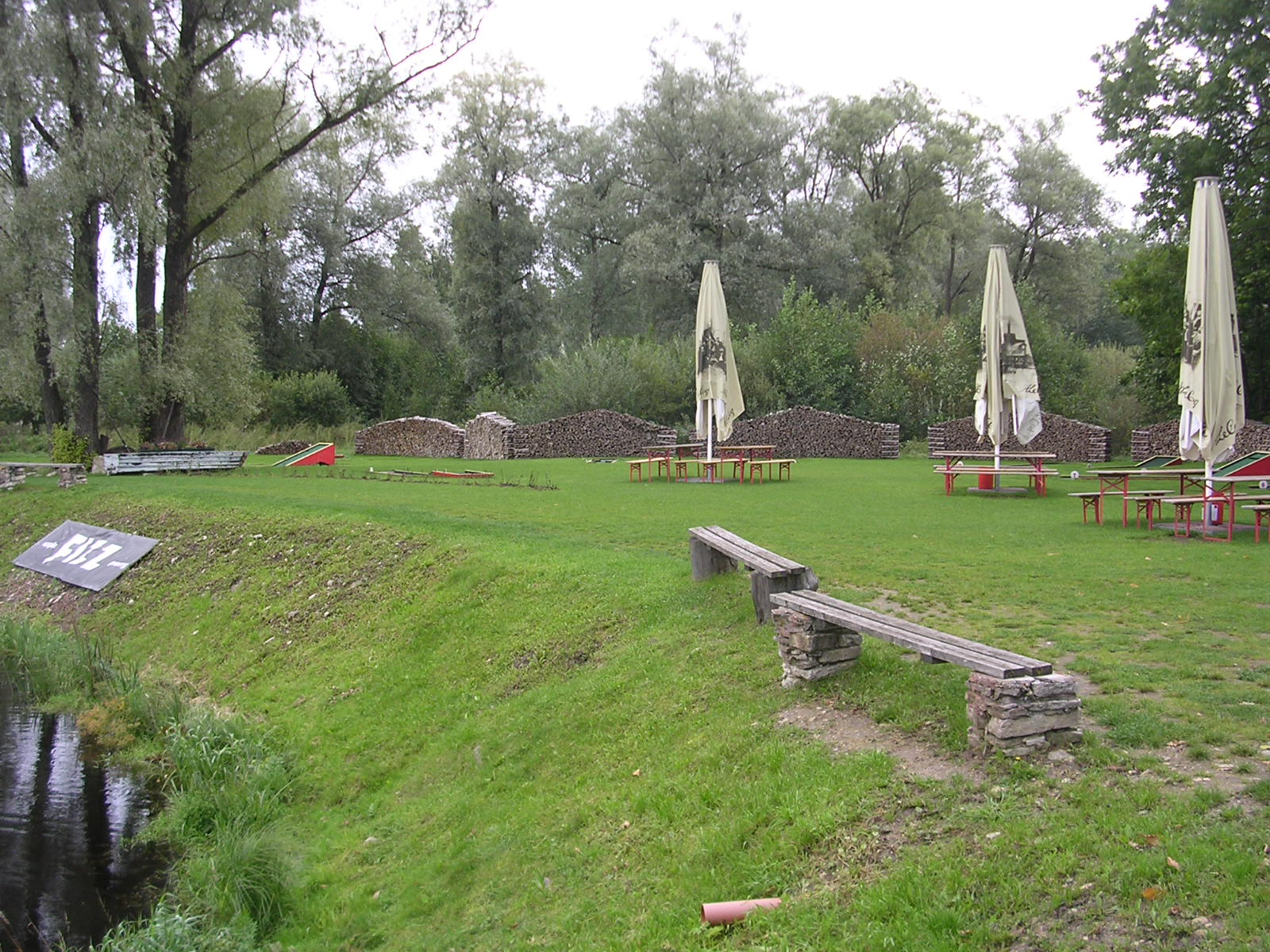
Площадка для мини-гольфа